# Israel Kamakawiwoʻole
Israel "IZ" Ka'ano'i Kamakawiwo'ole (Honolulu, 20 de maig de 1959 – Honolulu, 26 de juny de 1997) va ser un cantant i músic hawaià, i activista del nacionalisme hawaià.
Es va fer famós a fora de Hawaii amb l'àlbum Facing Future, que va sortir l'any 1993 amb la seva versió de Over the Rainbow i de What a Wonderful World, que va ser utilitzada en diverses pel·lícules, programes de televisió i anuncis publicitaris.
Kamakawiwo'ole va ser conegut com a "The Gentle Giant" pels seus admiradors. Es va caracteritzar per ser una persona alegre i positiva i fou també molt conegut per l'amor a la seva terra i a la gent de Hawaii.
Amb el seu ukelele i incorporant altres gèneres a la seva música, com el jazz i el reggae, Kamakawiwo'ole ha influït i manté influenciant importantment la música hawaiana.
Al llarg de la seva vida, Kamakawiwo'ole va ser obès i en algunes èpoques va arribar a pesar 343 kg que amb els seus 1,88 m d'alçada xifraven un IMC de 97.05 kg/m². Kamakawiwo'ole va finar el 26 de juny de 1997 a les 12:18 a.m. (hora local) a l'hospital Queen's Medical Center per problemes respiratoris agreujats per problemes d'altres tipus.

## Discografia

### Àlbums
- Ka 'Ano'i (1990)
- Facing Future (1993)
- E Ala E (1995)
- N Dis Life (1996)
- Iz in Concert: The Man and His Music (1998)
- Alone in Iz World (2001)
- Wonderful World (2007)
- Over the Rainbow (2010)